# Cantón de Matina
Cantón de Matina är en kanton i Costa Rica.   Den ligger i provinsen Limón, i den östra delen av landet, 90 km öster om huvudstaden San José. Antalet invånare är 37 721. Arean är 773 kvadratkilometer.
Terrängen i Cantón de Matina är varierad.
Följande samhällen finns i Cantón de Matina:
- Batán